# Pierre Ruff
Pour les articles homonymes, voir Ruff.

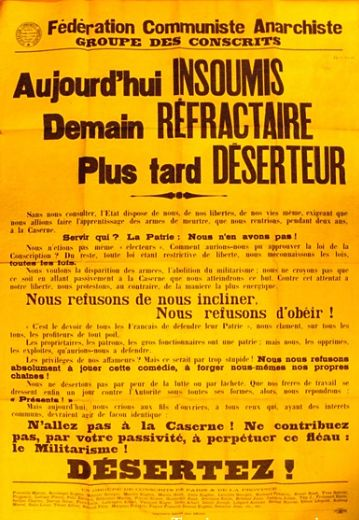
L'affiche du Groupe des conscrits de la Fédération communiste anarchiste, octobre 1912.

Pierre Ruff, né le 19 août 1877 à Alger et mort en déportation au Camp de Neuengamme (Allemagne) le 15 mars 1944, est un correcteur, syndicaliste et militant anarchiste français.
Avant la Première Guerre mondiale, il déploie (notamment avec Louis Lecoin) une intense activité antimilitariste.

## Biographie
Issu en 1877 d'une famille bourgeoise juive à Alger où son père, Michel Ruff tient une librairie jusqu'en 1912, il en est le fils aîné et a trois frères : Ernest Ruff, Charles Lussy (né en 1883) et Maurice Ruff (né en 1896 et père de Paul Ruff).
 Il obtient une licence de mathématique, mais il rompt avec son milieu en février 1900 et suit des cours à la faculté de lettres de la Sorbonne en 1901.
Il commence à fréquenter le mouvement libertaire, où il apparait comme un actif propagandiste.

## Militant antimilitariste et pacifiste
Antimilitariste convaincu, il subit de nombreuses condamnations. Le 14 septembre 1907, il est jugé par la cour d'Assises de la Seine et écope de 3 ans de prison pour « provocation à la désobéissance et au meurtre adressée à des militaires ».
Membre de la Fédération communiste révolutionnaire et gérant de la revue Le Mouvement anarchiste, il est arrêté ainsi que Louis Lecoin, secrétaire de la Fédération communiste anarchiste, en novembre 1912, et condamné à cinq ans de prison pour « provocation au meurtre, à l'incendie et au pillage »,, à la suite de la publication, en octobre 1912, d'une affiche appelant les conscrits à la désobéissance,.
En août 1915, il signe l’appel « Aux anarchistes, aux syndicalistes, aux hommes » avec Louis Lecoin.
En décembre 1916, alors qu'il est libéré depuis un mois, il est à nouveau arrêté avec Louis Lecoin et Claude Content « pour publication et distribution dans la rue d’un manifeste du Libertaire » intitulé « Imposons la paix ». imprimé à 12000 exemplaires.
L’année suivante, le 11 octobre 1917, la 10e chambre correctionnelle le condamne à quinze mois de prison pour la publication sans autorisation, le 15 juin 1917, d’un numéro clandestin du journal Le Libertaire intitulé « Exigeons la paix ».
En 1917 et 1918, il correspond avec Victor Serge, lui-même emprisonné qui saluait son courage et exprimait le regret de ne pas l’avoir côtoyé avant.
Dans l’Entre-deux-guerres, il reste un proche ami de Rirette Maîtrejean et de ses enfants.
Il est finalement libéré le 25 octobre 1919, à la faveur de l’amnistie d’une partie des pacifistes.
Il livre un dernier article dans Le Libertaire du 7 mars 1920, puis cesse toute collaboration. Selon Alphonse Barbé, il aurait à l’époque adhéré au Parti communiste pendant quelque temps. Le 1er août 1920, il adhère au syndicat des correcteurs.

## «Un sinistre vieux est mort»
En août 1928, Lecoin le persuade de revenir à l’Union anarchiste communiste révolutionnaire (UACR).
Dans Le Libertaire du 30 novembre 1929, sous la signature d’Epsilon, il signe une nécrologie au vitriol de Georges Clemenceau : « Un sinistre vieux est mort ». Cet article entraîne des poursuites contre le gérant du journal, mais Pierre Ruff revendique l’article. Il est alors poursuivi et condamné en correctionnelle, le 9 juillet 1930, à six mois de prison et 500 francs d’amende. Il est incarcéré du 4 octobre 1930 au 4 avril 1931.
De fin 1931 à 1935, il cesse à nouveau de militer, tout en restant en contact avec les milieux libertaires. Il n’y revint qu’en 1935, à la faveur de l’effervescence antifasciste. Il reprend alors sa collaboration au Libertaire sous les pseudonymes de Esliens, Gilbert Schwarz, Nobody ou Vilin, qui devint également son surnom courant dans le mouvement anarchiste.
Les 10 et 11 août 1935, il participe à la conférence nationale contre la guerre et l’union sacrée tenue à Saint-Denis et, en novembre, il est désigné à la commission administrative de l’Union anarchiste (UA). Son mandat est reconduit au congrès d’avril 1936, où il présente aux congressistes un rapport sur le fascisme.

## Mort en déportation
Pendant l’occupation allemande, il participe aux assemblées générales du syndicat des correcteurs.
Le fait d'avoir exprimé ouvertement ses opinions et son passé de militant anarchiste lui vaut d'être arrêté le 24 août 1942, interné en octobre, puis déporté en Allemagne, et interné sous le matricule 30.574 (Block 6) au Camp de Neuengamme où selon Louis Louvet, il aurait été envoyé au crématoire la veille de l’arrivée des Américains,.

## Œuvres
- Contributions dans Le Mouvement anarchiste, mensuel édité par la Fédération communiste anarchiste, notice CIRA.
- L’Île des Cyprès
- Les Hétérodoxes

## Notices
- Dictionnaire biographique, mouvement ouvrier, mouvement social : notice biographique.
- Dictionnaire des anarchistes, « Le Maitron » : notice biographique.
- L'Éphéméride anarchiste : notice biographique.
- Centre International de Recherches sur l'Anarchisme (Lausanne) : notice bibliographique.
- René Bianco, 100 ans de presse anarchiste : notice.